# 고시류
고시류(古翅類)는 전통적으로 날개는 있으나 날개를 접을 수 없는 곤충을 가리킨다. 날개를 접을 수 있는 신시류와 함께 유시류를 형성한다. 분류학에서 고시하강(古翅下綱, Paleoptera)으로 분류한다. 석탄기에 출현했다. 하루살이와 잠자리를 포함하고 있다.

## 하위 분류
- † 팔라이오딕티오프테라상목 (Palaeodictyopteroidea)
  - † 메가니소프테라목 (Meganisoptera)
  - † 팔라이오딕티오프테라목 (Palaeodictyoptera)
- 하루살이상목 (Ephemeropteroidea)
  - 하루살이목 (Ephemeroptera)
- 잠자리상목 (Odonatoptera 또는 Odonatoidea[2])
  - 잠자리목 (Odonata)

## 같이 보기
- 신시류